# Bjørn Floberg
Bjørn Floberg (12 settembre 1947) è un attore norvegese.

## Filmografia parziale
- Insomnia, regia di Erik Skjoldbjærg (1997)
- I Am Dina (Jeg er Dina), regia di Ole Bornedal e Tony Spataro (2002)
- Kingsman: Secret Service (Kingsman: The Secret Service), regia di Matthew Vaughn (2014)
- Out Stealing Horses - Il passato ritorna (Ut og stjæle hester), regia di Hans Petter Moland (2019)